# Ленинский район (Гродно)
Ленинский район (бел. Ленінскі раён) — административно-территориальная единица в составе города Гродно (Белоруссия).

## История
Согласно Постановлению Президиума Верховного Совета БССР от 7 апреля 1978 года был образован Ленинский район, как административно-территориальная единица города Гродно.

## География
Ленинский район расположен в северной и северо-западной части города Гродно на правом берегу реки Неман. От Октябрьского района отделён рекой Неман и железнодорожной линией. Район расположен в пределах Гродненской возвышенности.

## Население
Численность населения района на 1 января 2018 года составляла 149,1 тыс. жит., на 1 января 2017 года — 150,3 тыс. жит.; сокращение численности населения в течение 2017 года было обусловлено естественной убылью населения, которая не была компенсирована миграционным приростом, который образовался за счёт того, что в 2017 году в район прибыло 5 272 человек, а выбыло 4 419 чел..

## Учреждения
Ленинский район имеет свою Администрацию и суд.